# Pontaiba
Pontaiba (Poltaibe in friulano), è una frazione del comune di Pinzano al Tagliamento, in provincia di Pordenone.
Si trova all'interno dell'alveo del fiume Tagliamento, nel punto in cui l'Arzino confluisce nello stesso.